# سالاومينيس
سالاومينيس (بالفرنسية: Sallaumines)‏ هي بلدية تقع في إقليم باد كاليه من منطقة نور با دو كاليه في شمال فرنسا. تبلغ مساحة هذه المدينة 3.82 (كم²)، وترتفع عن سطح البحر 43 م، يبلغ عدد سكانها 10517 نسمة حسب إحصاء المعهد الوطني للإحصاء والدراسات الاقتصادية سنة 2009 م. وترأس Gilbert Rolos البلدية خلال فترة (2001-2008).

## توأمة
لسالاومينيس اتفاقيات توأمة مع كل من:
- تربوفلجه
- فوجسواف شلانسكي [الإنجليزية]‏